# Park Ji-a
Park Ji-ah (en coreano: 박지아; Seúl, 25 de febrero de 1972-Seúl, 30 de septiembre de 2024), conocida también como Zia, fue una actriz surcoreana.

## Carrera
Fue una actriz recurrente en las películas del director Kim Ki-duk, habiendo participado en cinco de sus obras desde el 2002 hasta el 2008. Su actuación en Aliento, fue descrita como "excelente" por Variety y "una alegría verla" por Twitch Film.
El 30 de septiembre de 2024, falleció a los 52 años víctima de sufrir un infarto cerebral.

## Filmografía

### Cine
| Año  | Título                                  | Rol                   | Notas           | Ref.  |
| ---- | --------------------------------------- | --------------------- | --------------- | ----- |
| 1998 | Jugineun Iyagi                          |                       |                 |       |
| 2001 | Bus, l'abri                             |                       |                 |       |
| 2002 | Oollala Sisters                         |                       |                 |       |
| 2002 | The Coast Guard                         | Mi-yeong              |                 |       |
| 2003 | Spring, Summer, Fall, Winter and Spring | madre del bebé        |                 |       |
| 2004 | Hierro 3                                | Cameo                 |                 |       |
| 2007 | Aliento                                 | Yeon                  |                 |       |
| 2007 | Epitaph                                 | Cameo                 |                 |       |
| 2008 | Dream                                   | examante de Jin       |                 |       |
| 2009 | A Blind River                           | Seong-nyeo            |                 |       |
| 2009 | A Little Pond                           | tía de Jjang-i        |                 |       |
| 2011 | Mama                                    | Dong-hee              |                 |       |
| 2012 | The Weight                              | Dong-bae              |                 |       |
| 2012 | Masquerade                              | Lady Han              |                 |       |
| 2014 | Gifted                                  | dueña de la cafetería |                 |       |
| 2015 | Girl on the Edge                        | Choi Min-jeong        |                 |       |
| 2015 | Seoul Searching                         | Han Jong-ok           |                 |       |
| 2017 | The Tooth and the Nail                  | Madam Sung            |                 |       |
| 2018 | Scent of a Ghost                        |                       |                 |       |
| 2025 | The Old Woman with the Knife            | Cuidadora             | Estreno póstumo | [ 4 ] |

### Series de televisión
| Año     | Título             | Rol                                    | Red     | Notas           | Ref.  |
| ------- | ------------------ | -------------------------------------- | ------- | --------------- | ----- |
| 2016    | Doctors            | Lee Ga-jin                             | SBS     |                 |       |
| 2016    | The Good Wife      |                                        | tvN     |                 |       |
| 2017    | Suspicious Partner | Park Seong-Eun                         | SBS     |                 |       |
| 2017    | Circle             | cameo (ep. 1)                          | tvN     |                 |       |
| 2017    | Judge vs. Judge    | Jang Soon-bok                          | SBS     |                 |       |
| 2022-23 | La gloria          | Jung Mi-hee                            | Netflix |                 | [ 5 ] |
| 2025    | Salon de Holmes    | Presidenta de la asociación de mujeres | ENA     | Trabajo póstumo | [ 6 ] |